# Douglas Mawson

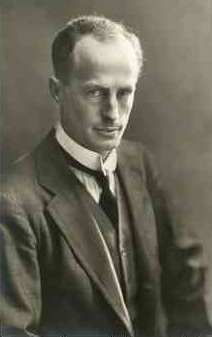
Sir Douglas Mawson, 1914

Sir Douglas Mawson (OBE; * 5. Mai 1882 in Bradford, Yorkshire; † 14. Oktober 1958 in Brighton, Adelaide, South Australia) war ein australischer Polarforscher, der die erste australische Antarktisexpedition von 1911 bis 1914 leitete.

## Leben und Werk
Douglas Mawson wuchs in Australien auf, wohin seine Eltern emigriert waren, als er zwei Jahre alt war. Er studierte an der Universität Sydney, wurde 1904 Dozent und 1921 Professor an der Universität Adelaide. Hier betrieb er zunächst erfolgreich Küstenforschung. Von 1907 bis 1909 nahm er als Physiker und Geologe an der Nimrod-Expedition unter der Leitung von Ernest Shackleton teil. Während dieser Expedition erreichte er mit Edgeworth David und Alistair Mackay (1877–1914) den antarktischen magnetischen Pol und gehörte zu der Gruppe, die als erste den Mount Erebus bestieg.
Neben seinen wissenschaftlichen Ambitionen war Mawson gegenüber technischen Neuerungen sehr aufgeschlossen und definierte weitere Ziele seiner Australasiatischen Antarktis-Expedition: Nutzung des Magnetismus für die Navigation, geologische und biologische Studien und die Errichtung einer Wetterstation mit einer Funkverbindung ans australische Festland. Daneben beabsichtigte er 1911 ein Flugzeug in der Antarktis einzusetzen, das allerdings bereits in Adelaide abstürzte und daraufhin als Propellerschlitten an der Commonwealth Bay in der Antarktis eingesetzt wurde.

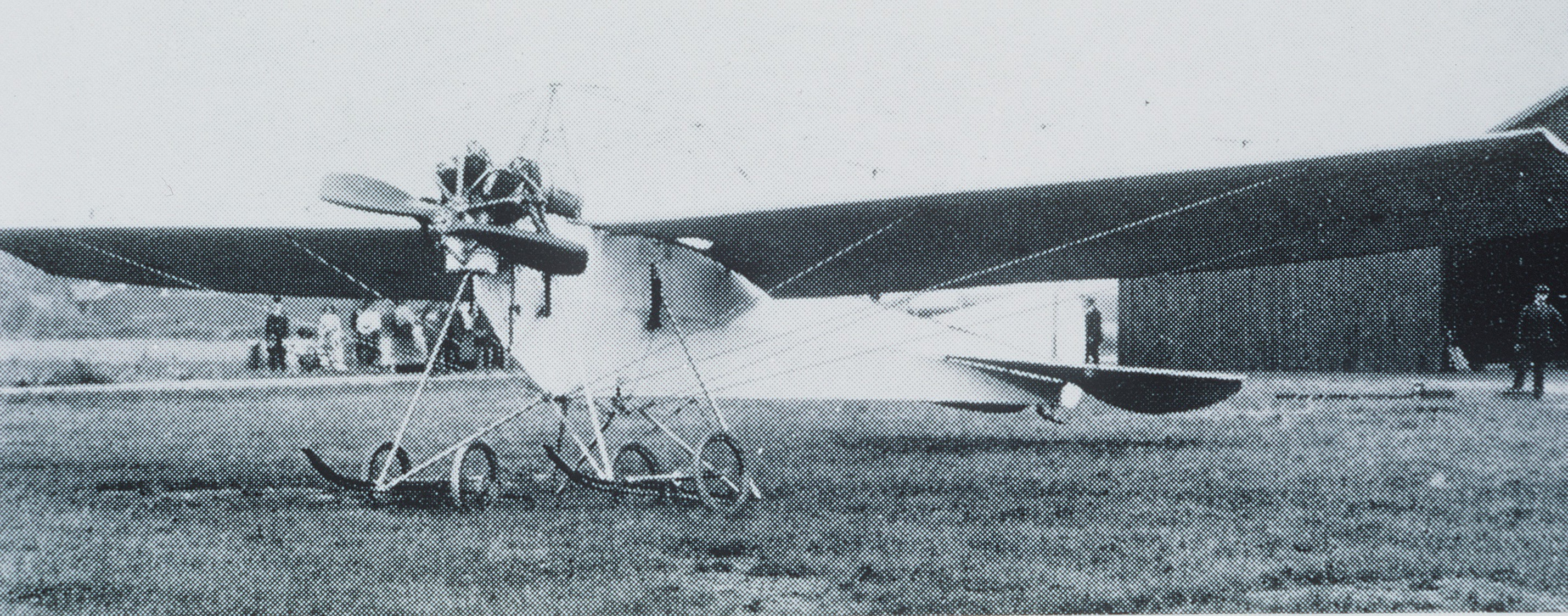
Mawsons Flugzeug (August 1911)
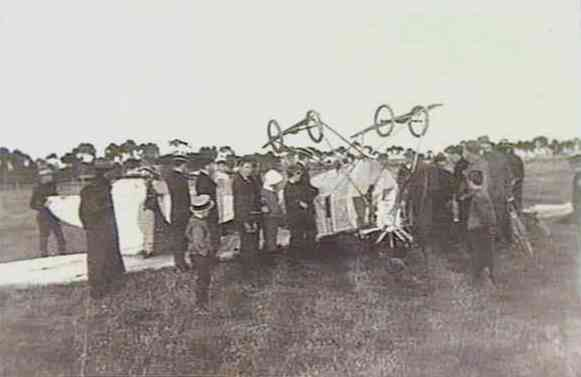
Abgestürztes Flugzeug von Mawson in Adelaide
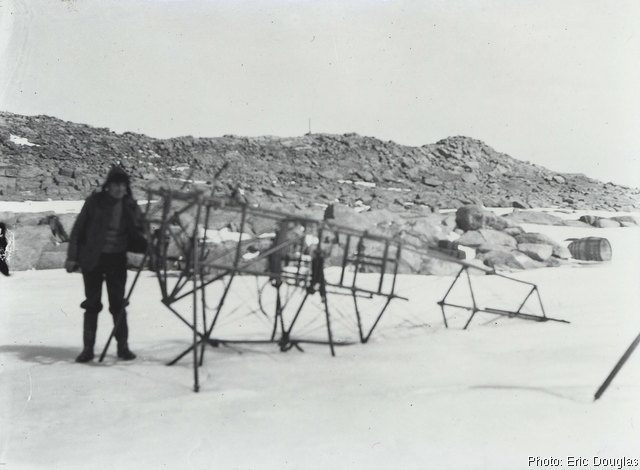
Mawsons Propellerschlitten (1931)

Nachdem er das Angebot ausgeschlagen hatte, an Robert Falcon Scotts Terra-Nova-Expedition teilzunehmen, führte Mawson in den Jahren 1911 bis 1914 die erste australische Antarktis-Expedition nach Adélieland, George-V.-Land und Königin-Marie-Land durch. Bei dieser Expedition entdeckte er die nach seinen Begleitern benannten Gletscher Ninnis-Gletscher und Mertz-Gletscher. Legendär ist sein einsamer Marsch über Hunderte von Meilen zurück zum Basislager, nachdem seine zwei Begleiter Xavier Mertz und Leutnant Belgrave Ninnis während einer zu dritt ausgeführten Erkundung starben. Zuerst stürzte Ninnis mit seinem Schlitten, sechs Schlittenhunden und nahezu allen Nahrungsmitteln in eine Gletscherspalte. Mawson schrieb später in seinem Expeditionsbericht über diesen Moment:

„Halb von Sinnen winkte ich Mertz zu, meinen Schlitten zu bringen … ich beugte mich vor und rief in die dunkle Tiefe hinab. Kein Laut drang zurück, nur das Winseln eines Hundes, der auf einem zufällig sichtbaren Vorsprung 45 Meter tief unten hängen geblieben war… Dicht daneben waren, wie es in der Dunkelheit schien, die Überreste eines Zeltes und eines Leinensacks mit Nahrungsmitteln für 14 Tage für drei Mann. Wir brachen die Firnbrücke ganz auf, beugten uns durch ein Seil gesichert vor und riefen in die Dunkelheit hinunter, in der Hoffnung, dass unser Kamerad noch am Leben sein möchte. Drei Stunden lang riefen wir unaufhörlich, aber keine Antwort kam zurück.“

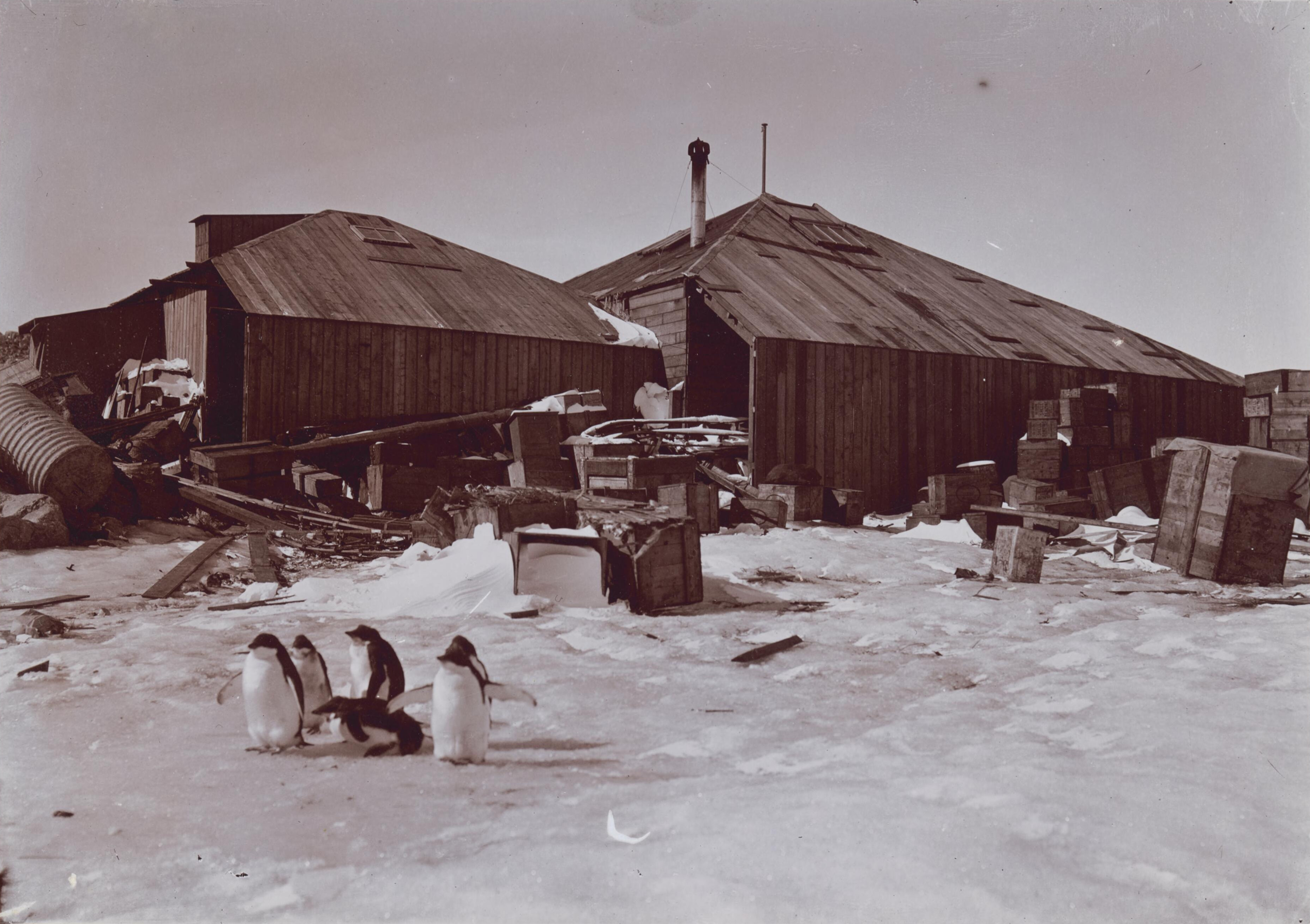
Die Basis von Mawson, die Mawson’s Huts in der Antarktis (Bild um 1912)

Nach dem Verlust der meisten Vorräte sahen sich die beiden verbliebenen Männer auf ihrem weiteren Weg gezwungen, die Grönlandhunde zu schlachten und zu verspeisen. Mertz starb wenig später. Mawson selbst überlebte einen Sturz in eine Gletscherspalte nur knapp, da sein Schlitten sich am Spaltenrand verhakte und es ihm im zweiten Versuch gelang, am Schlittenseil aus der Spalte herauszuklettern. Als er die Ausgangsbasis erreichte, hatte das Expeditionsschiff, die Aurora bereits wieder Segel gesetzt und Mawson war gezwungen, in der Antarktis bis zum Frühjahr 1914 zu überwintern. Seine Erlebnisse beschrieb er im Buch The Home of the Blizzard.
Nach seiner Rückkehr heiratete er Paquita Delprat (1891–1974) und wurde aufgrund seiner Leistungen am 29. Juni 1914 als Knight Bachelor zum Ritter geschlagen, weshalb er fortan den Namenszusatz „Sir“ führte. Die Öffentlichkeit interessierte sich jedoch unter dem Eindruck des tragischen Todes von Scott und des Ausbruches des Ersten Weltkrieges wenig für seine Leistungen. Mawson verfolgte seine wissenschaftlichen Studien weiter und leitete weitere Expeditionen. Als Leiter der BANZARE-Expedition (1929–1931) erforschte er die noch unbekannten Küsten von Mac-Robertson-Land und Prinzessin-Elisabeth-Land. Er verbrachte auch viel Zeit seines Lebens damit, die Geologie der Flinderskette in South Australia zu erforschen. Er starb im Jahre 1958 im Alter von 76 Jahren.
Mawson hatte mit seiner Ehefrau Francisca Adriana (Paquita), geb. Delprat, zwei Töchter. Die ältere, Patricia Marietje Mawson, wurde eine renommierte Helminthologin.

## Ehrungen
Im Jahr 1929 wurde er Mitglied des kurz zuvor gegründeten Antarctic Club. Die Royal Society of New South Wales verlieh ihm 1936 die Clarke-Medaille.
Zu seinem Gedenken wurde Mawsons Porträt auf der früheren australischen Einhundert-Dollar-Note verewigt. Außerdem tragen die australische Mawson-Station und die Basisstation seiner Expeditionen in der Antarktis, die Mawson’s Huts, seinen Namen.
Das Gelände mit den Stationsgebäuden ist als nationales Denkmal in die Australian National Heritage List eingetragen.
Der Asteroid (4456) Mawson trägt seinen Namen, die Dorsa Mawson auf dem Erdmond und der einzige aktive Vulkan Australiens, Mawson Peak auf der Insel Heard, wurde ebenfalls nach ihm benannt. Mawson selbst besuchte die Insel im Jahre 1929 als Leiter einer Britisch-Australisch-Neuseeländischen Antarktis-Expedition (BANZARE). Auch der Mawson-Gletscher im ostantarktischen Viktorialand sowie die Mawson-Halbinsel, das Mawson Escarpment, die Mawson-Küste, die Mawson Bank, der Mawson-Korridor und Kap Mawson tragen seinen Namen. Das Mineral Mawsonit wurde ebenfalls nach ihm benannt. 1916 verlieh ihm die American Geographical Society die erstmals vergebene David Livingstone Centenary Medal.